# 정양군 (행정 구역)
정양군(定襄郡)은 중국의 옛 군이다.

## 전한
전한 초까지는 운중군의 일부였고, 고제 11년(기원전 196년) 고제가 흉노 등 중국 북쪽에 사는 민족들에게 시달리는 대나라의 방어 부담을 덜어주기 위해 운중군 동부만을 분리해 대나라 산하에 남기고 정양군이라 이름했다. 나머지 운중군 서부는 그대로 운중군이 되고 한나라에 속했다. 이후로는 전한 멸망까지 군이 관할하는 구역의 변동이 없었다. 오초칠국의 난 이후 제후왕국이 변군을 잃으면서 정양군도 한나라에 속했다.
병주자사부에 속했으며, 원시 2년(2년)의 인구조사에 따르면 38,559호, 163,144명이 있었다. 치소는 성락현이다. 아래 속현 목록은 《한서》 지리지의 내용이다. 원연·수화 연간(기원전 8년 무렵)의 현황으로 여겨지며, 총 12현이다.
| 현명   | 한자   | 대략적 위치                 | 비고                                                                                           |
| ------ | ------ | --------------------------- | ---------------------------------------------------------------------------------------------- |
| 성락현 | 成樂縣 | 호흐호트시 호린게르 현 북서 |                                                                                                |
| 동과현 | 桐過縣 | 호흐호트시 칭수이허 현 서   |                                                                                                |
| 도무현 | 都武縣 | ?                           |                                                                                                |
| 무진현 | 武進縣 | 호흐호트시 호린게르 현 북동 | 백거수(白渠水)가 새외에서 나와 서쪽으로 사릉에 이르러 하수로 들어간다. 서부도위의 치소가 있다. |
| 양음현 | 襄陰縣 | ?                           |                                                                                                |
| 무고현 | 武皋縣 | 울란차브시 줘쯔 현 북서     | 황간수(荒干水)가 새외에서 나와 서쪽으로 사릉에 이르러 하수로 들어간다. 중부도위의 치소가 있다. |
| 낙현   | 駱縣   | 호흐호트시 칭수이허 현 남서 |                                                                                                |
| 안도현 | 安陶縣 | 호흐호트시 동               |                                                                                                |
| 무성현 | 武城縣 | 호흐호트시 칭수이허 현 북   |                                                                                                |
| 무요현 | 武要縣 | 울란차브시 줘쯔 현 북서     | 동부도위의 치소가 있다.                                                                        |
| 정양현 | 定襄縣 | 호흐호트시 남동             |                                                                                                |
| 복륙현 | 復陸縣 | ?                           |                                                                                                |

## 신
군의 이름을 득항(得降)으로 고치고 다음 현의 이름을 고쳤다.
| 전한 | 신         |
| ---- | ---------- |
| 동과 | 의동(椅桐) |
| 도무 | 통덕(通德) |
| 무진 | 벌만(伐蠻) |
| 무고 | 영무(永武) |
| 낙   | 차요(遮要) |
| 안도 | 영부(迎符) |
| 무성 | 환취(桓就) |
| 무요 | 엽호(厭胡) |
| 정양 | 저무(著武) |
| 복륙 | 문무(聞武) |

## 후한
상당히 많은 현들이 운중군으로 이관되었다. 5성 3,153호 13,571명을 거느렸다.
| 현명   | 한자 | 비고                  |
| ------ | ---- | --------------------- |
| 선무현 | 善無 |                       |
| 동과현 | 桐過 |                       |
| 무성현 | 武成 |                       |
| 낙현   | 駱   |                       |
| 중릉현 | 中陵 | 본래 안문군에 속했다. |

215년(건안 20년), 선비족, 오환족, 흉노등 유목민들의 공격과 중원내부의 혼란으로 인해 군을 유지하는게 불가능해지면서 인근의 삭방군, 운중군, 오원군과 함께 현으로 격하되어 신흥군에 속했다.

## 위진
후한중기부터 새외에 정착한 선비족들중 탁발선비가 정양군 성락현 자리에 도읍을 잡았다.

## 북위
북위대 한나라까지의 정양군지역에는 운중군, 선무군, 양성군, 대군등이 설치되었고 일부는 삭주에 속했던 운중군에 대부분은 항주(恒州)에 속했다.

## 수
585년(수 문제 개황 5년), 운주총관부(雲州總管府)가 설치된 이후 605년(수 양제 대업 원년) 부가 폐지되었고 본군이 복구되었다. 1현 374호를 거느렸다.
| 현명   | 한자   | 대략적 위치                   | 비고                                                            |
| ------ | ------ | ----------------------------- | --------------------------------------------------------------- |
| 대리현 | 大利縣 | 호린게르 현 북서 운중군 고성. | 대업초기 신설되었다. 음산(陰山)과 자하(紫河)가 현내에 존재했다. |

## 군수·태수

### 전한
- 의종(? ~ 기원전 119년)
- 한안국(기원전 42년 당시)[5]: 운중태수일 수도 있다.
- 반백(성제 시기)
- 필유(1년 ~ ?)

### 후한
- 두봉(竇奉)[6]